# دافع
الدافع هو الشعور بالرغبة أو النفور (ترغب في شيء، أو تريد تجنُّب شيء أو الهروب منه). على هذا النحو، فإن الدافع له جانب موضوعي (هدف أو شيء تطمح إليه) وجانب داخلي أو ذاتي (أنت الذي ترغب في الشيء أو تريد ابتعاده). في الحد الأدنى، يتطلب الدافع الركيزة البيولوجية من أجل الأحاسيس الجسدية بالمتعة والألم؛ وهكذا يمكن للحيوانات أن ترغب في أشياء محددة أو تتجاهلها بناءً على الإدراك الحسي والتجربة. ويتعدّى الدافع ذلك ليشمل القدرة على تكوين المفاهيم واستخدام المنطق، ما يتيح للبشر أن يكونوا قادرين على تجاوز هذه الحالة الدنيا بمجال أكبر بكثير من الرغبات والكراهيات. يُدعم هذه المجال الكبير من خلال قدرة الشخص على اختيار أهدافه وقيمه الخاصة به، إلى جانب «الآفاق الزمنية» لتحقيق القيمة التي قد تمتد لسنوات أو عقود أو مدة أطول، والقدرة على إعادة تجربة الأحداث الماضية. تميّز بعض النماذج بين الدافع الخارجي والدافع الداخلي، والدافع هو موضوع مهم في العمل وعلم النفس التنظيمي والتنظيم الإداري والإدارة بالإضافة إلى التعليم. إن تعريف الدافع بكونه رغبة أو نفورًا يلقي الضوء على ارتباط الدافع بالعاطفة. يُعتقد أن العواطف هي عمليات تقييم تلقائية تستند إلى قيم ومعتقدات مخزنة لاشعوريًا بخصوص الشيء. إلى حد أن العواطف المميزة ترتبط بتقييمات لاشعورية محددة، (على سبيل المثال، الغضب - الظلم؛ الشعور بالذنب - انتهاك المعايير الأخلاقية؛ الحزن - فقدان القيمة؛ الفخر - تحقيق المثل الأخلاقية؛ الحب - تقدير شيء أو شخص؛ الفرح - بلوغ قيمة مهمة؛ الحسد - الرغبة في الحصول على إنجازات الآخرين، الإعجاب - تقدير إنجازات الآخرين، وما إلى ذلك). تتضمن نظرية الدافع تحديد «نظريات المحتوى» -القيم التي يجدها الأشخاص محفِّزة- إلى جانب الآليات التي قد يحقّق الأشخاص من خلالها هذه القيم (الإتقان، تحديد الأهداف الصعبة، الانتباه للمهام المطلوبة، الإصرار، إلخ). يعد تغيير الدافع، سواء كان دافع الشخص أو دافع الآخرين (مثل الموظفين)، محورًا آخر للأبحاث التي تدرس الدافع (على سبيل المثال، تغيير كيفية اختيارك للتصرف بناءً على عواطفك وإعادة برمجتها عن طريق تعديل معتقدات الشخص وقيمه).

## العلوم العصبية

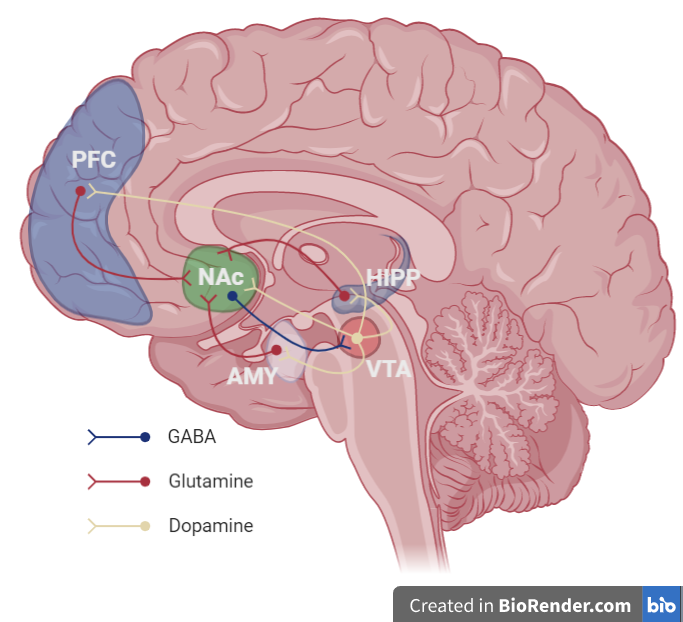
رسم تخطيطي يوضح بعض المكونات العصبية الرئيسية لدائرة المكافأة أو التعزيز الذاتي

عادة ما يتم تعريف الدافع باعتباره الرغبة في القيام بعمل ما على أنه يتكون من جزأين، اتّجاهي مثل التوجّه نحو حافز إيجابي أو بعيدًا عن حافز سلبي، بالإضافة إلى «مرحلة السعي» المفعَّل و «مرحلة الإعجاب» المتمِّم. هذا النوع من الدوافع له جذور عصبية حيوية في العقد القاعدية والمسارات الوسطية-الطرفية والدوبامينية. يتأثر سلوك «السعي» المفعَّل، مثل النشاط الحركي، بالعقاقير الدوبامينية، وتكشف تجارب الديلزة المكروية أن الدوبامين يتم إطلاقه أثناء ترقّب مكافأة. يمكن زيادة «سلوك الرغبة» المرتبط بالمحفّز المكافئ عن طريق الحقن المكروية للدوبامين والعقاقير الدوبامينية في النواة المتكئة الظهرية الأمامية والشاحبة البطنية الخلفية. تؤدي حُقن المسكّنات الأفيونية في هذه المنطقة إلى الشعور بالمتعة، ولكنها تزيد الرغبة خارج نقاط المتعة الفعالة هذه. علاوة على ذلك، إن استهلاك أو تثبيط الدوبامين في الخلايا العصبية للنواة المتكئة يقلل من سلوك الرغبة وليس السلوك المتمم. الدوبامين مسؤول أيضًا عن التحفيز، لأن تناول الأمفيتامين زاد نقطة التوقف في جدول التعزيز الذاتي ذي النسبة التصاعدية. أي إن الأشخاص كانوا على استعداد لبذل أقصى جهدهم (مثل الضغط على ذراع عددًا أكبر من المرات) للحصول على مكافأة.

## نظريات علم النفس

### نظريات المحتوى
كانت نظريات المحتوى من أولى الأوجه النظرية التي بحث في الدوافع. ويمكن الإشارة لنظريات المحتوى باسم «نظريات الحاجات» بسبب تركيز هذه النظريات على أهمية الحاجات في تحفيز الأفراد. أي تسعى هذه النظريات إلى تحديد والتعرف على تلك الحاجات وتقصي مدى ارتباطها بالتحفيز (الدافع) الساعي وراء إشباع هذه الحاجات. ويمكن تعريفها وفقاً لما ذكره الباحثان بريتشارد وآشوود بأنها العملية المستخدمة بغية تخصيص طاقة لتحقيق أقصى إرضاء للحاجات.

#### تسلسل ماسلو الهرمي للاحتياجات

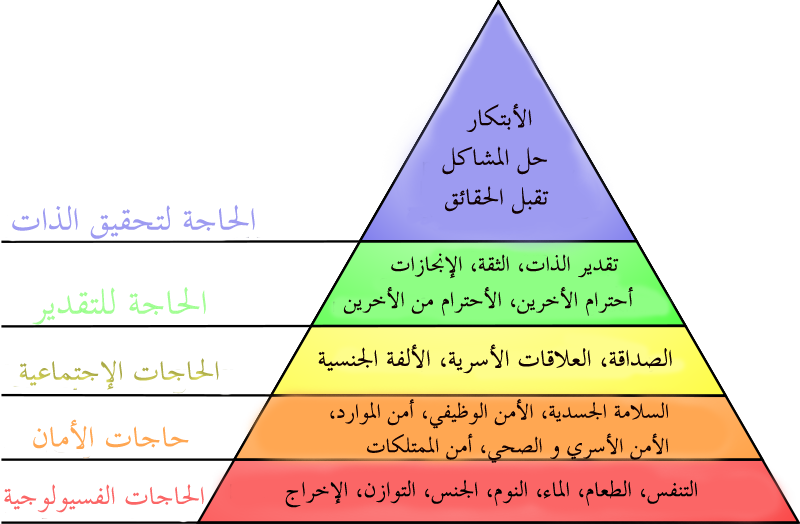
هرم ماسلو

تتضمن نظرية المحتوى حول التحفيز عند البشر نظريتان هما تسلسل ماسلو الهرمي للاحتياجات الذي طرحه عالم النفس الأمريكي أبراهام ماسلو ونظرية العاملين لفريدريك هيرزبيرغ. تعد نظرية ماسلو إحدى أكثر نظريات الدوافع تنقاشاً وتداولاً في مجال علم النفس. يرى أبراهام ماسلو أن الخير متأصلٌ في الإنسان، كما يرى أنه لدى الفرد دافع داخلي مستمر في النمو حيث يتمتع الإنسان بإمكانيات كبيرة. يجري توظيف نظام التسلسل الهرمي للحاجات الذي طرحه ماسلو عام 1954 كمخطط لتصنيف الدوافع عند البشر.
يتألف الهرم الذي طرحه مالسو من خمسة صفوف تسلسلية، ووفقاً لماسلو فإن الأفراد يتحفزون من حاجات لم يرضوها بعد. إن هذه الحاجات مدرجة من المستوى الأساسي (أدنى وأول حاجات الإنسان) إلى المستوى المعقد (أعلى وأخر الحاجات) كالآتي:
- الفسيولوجيا (جوع، عطش، نوم...إلخ.)
- سلامة/أمن/مأوى/صحة
- اجتماعية/حب/صداقة
- تقدير الذات/الإقرار/إنجاز
- تحقيق الذات/إنجاز الإمكانيات الكاملة

إن المتطلبات الأساسية قائمة على المستوى القاعدي من الهرم ألا وهو: الفسيولوجيا، ووجود أي انتقاصات ضمن هذا المستوى سيؤدي إلى جعل جميع سلوكيات الإنسان موجهة صوب إرضاء النقص الحاصل. فمثلاً: إن عدم حصول الفرد على قسطٍ وافر من النوم أو الطعام سيجعله غير مهتماً بالرغبات التي تحمل في طياتها تقديراً إيجابياً للذات. وعليه يصبح المستوى الثاني متقيظاً إزاء حاجة الأمن. وتتحول دفة دوافع الفرد نحو الأجواء والحياة الاجتماعية في المستوى الثالث من الهرم بعدما يتم التأمين على هذين المستويين. ويتألف المستوى الرابع من المتطلبات النفسية، أما قمة الهرم فتتألف من تحقيق وإدراك الذات.
يمكن تلخيص نظرية موسلو حول التسلسل الهرمي للحاجات كما يلي:
- لدى الإنسان حاجات ورغبات تؤثر على سلوكهم. فقط الحاجات غير المشبعة تؤثر على السلوك أما الحاجات المشبعة فليس لها تأثير على السلوك.
- يتم ترتيب الحاجات تبعاً لما تشكله من أهمية على حياة الإنسان من أبسطها حتى أكثرها تعقيداً.
- يرتقي الشخص من مستوى أدنى نحو مستوى أعلى على الهرم فقط عندما يجري إشباع المستوى الذي يسبقه ضمن الحدود الدنيا لهذا الإشباع على أقل تقدير.
- كلما ارتقى الفرد صعوداً باتجاه أعلى الهرم كلما أظهر مزيداً من النزعات الفردية والإنسانية وعلائم الصحة النفسية.

### الجنس والمتعة والتطور

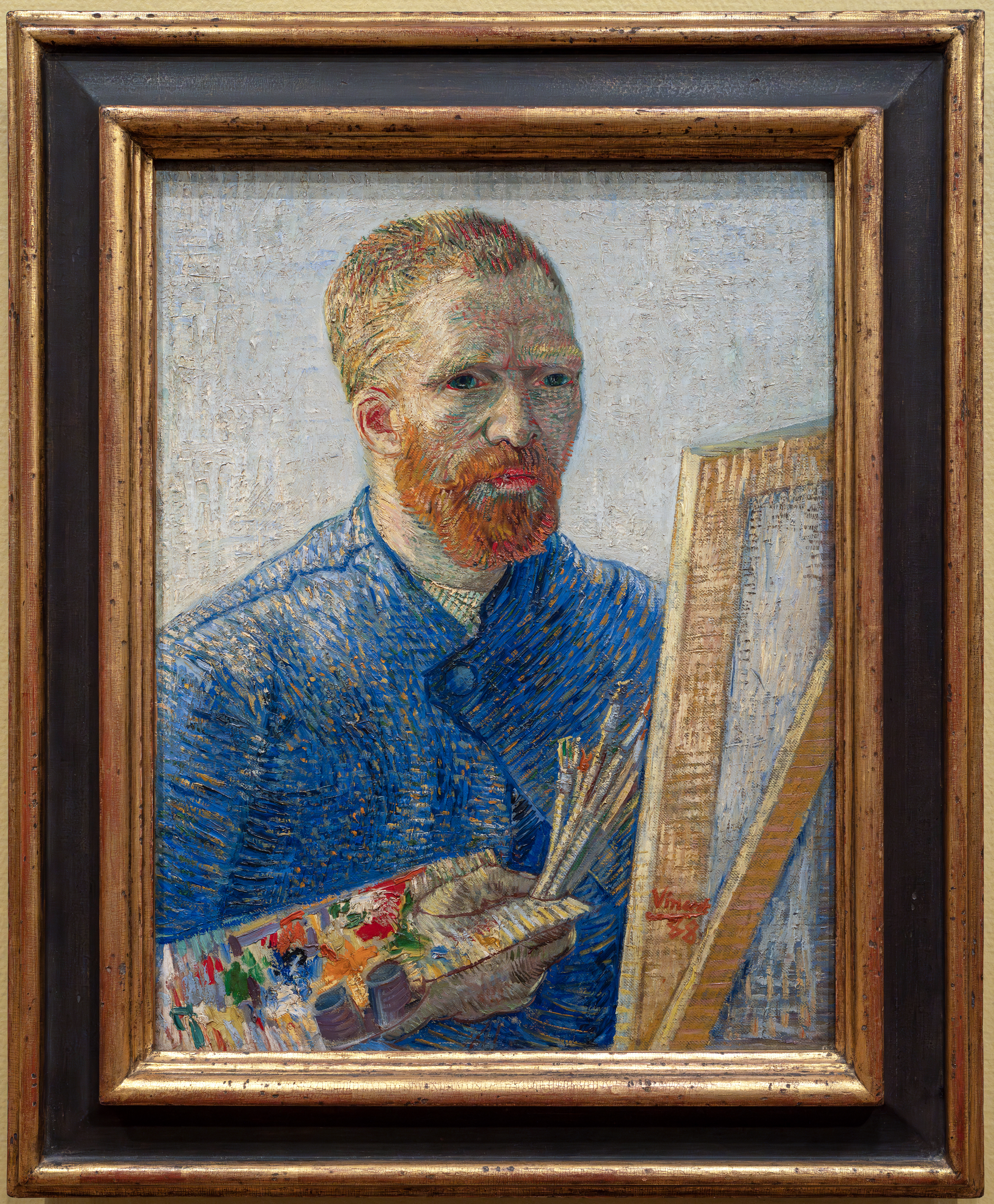
السعي الفني وراء الجمال ينتمي إلى الدافع المعرفي

كان سقراط أحد أول الشخصيات المؤثرة التي ناقشت موضوع المتعة منذ 470 - 399 قبل الميلاد في اليونان القديمة. المتعة -كما وصفها سقراط- هي الدافع الذي يجعل الشخص يتصرف بطريقة تزيد من السعادة وتقلل من الألم. المثال الوحيد الذي يتصرف فيه الشخص بطريقة تؤدي إلى الشعور بالألم أكثر من المتعة هو عندما تكون تأثيرات السلوك غير معروفة. الجنس هو أحد الملذات التي يسعى إليها الناس.
يوجد الجنس في المستوى الأول من تسلسل ماسلو الهرمي للاحتياجات. إنه حاجة فيزيولوجية ضرورية، مثل الهواء أو الدفء أو النوم، وإذا حُرم الجسم منه فلن يعمل على النحو الأمثل. لولا هزة الجماع التي تترافق مع الجنس، فإن الشخص سوف يعاني «الألم»، وكما يتنبّأ مذهب المتعة، يقلل الشخص من الشعور بالألم عن طريق السعي لممارسة الجنس. ومع ذلك، يختلف الجنس الذي يعدّ حاجة أساسية عن الحاجة إلى العلاقة الجنسية الحميمة التي تقع في المستوى الثالث من تسلسل ماسلو الهرمي.
هناك العديد من النظريات التي تفسر كون الجنس دافعًا قويًا، والكثير منها يندرج ضمن نظرية التطور. على المستوى التطوري، من المرجح أن يتعلق الدافع للجنس بقدرة النوع على التكاثر. الأنواع التي تتكاثر بقدر أكبر، تنجو وتنقل جيناتها. لذلك، لدى الأنواع رغبة جنسية تؤدي إلى الجماع كوسيلة لخلق ذرية أكثر. من دون هذا الدافع الفطري، قد يجد النوع أن بلوغ الجماع مكلف للغاية من حيث الجهد والطاقة والخطر.
بالإضافة إلى الرغبة الجنسية، فإن الدافع للحب الرومانسي يرتبط أيضًا بوظيفة تطورية لبقاء النوع. على المستوى العاطفي، يشبِع الحب الرومانسي حاجة نفسية للانتماء. لذلك، هذا سعي ممتع آخر وراء السعادة. من المنظور التطوري، يولّد الحب الرومانسي روابط بين والدَي الأبناء. سوف تعمل هذه الرابطة على أن يظل الوالدان معًا ويتكفلا بحماية الأبناء ورعايتهم إلى أن يصبحوا مستقلين. برعايتهما الأبناء معًا، تزيد فرص بقاء النسل ونقل الجينات نفسها، وبالتالي الاستمرار في بقاء النوع. لولا رباط الحب الرومانسي، لسعى الذكر إلى إشباع رغبته الجنسية مع أكبر عدد ممكن من الشركاء، تاركًا وراءه الأنثى لتربية الأطفال بمفردها. تعدّ رعاية أحد الوالدين فقط للطفل أكثر صعوبة وتوفر ضمانًا أقل على بقاء النسل مقارنة بتربية الأبوين كليهما. لذلك يحل الحب الرومانسي مشكلة الالتزام لدى الأبوين في حاجتهما إلى أن يكونا معًا. يحظى الأفراد الأوفياء والمخلصون لبعضهم بفوائد البقاء المتبادلة.
بالإضافة إلى ذلك، يندرج تحت مظلة التطور مصطلح داروين الاصطفاء الجنسي. هذا يشير إلى كيفية اختيار الأنثى للذكر من أجل التكاثر. يحفَّز الذكر على ممارسة الجنس بسبب كل الأسباب المذكورة أعلاه، ولكن كيف يمكن أن يحقق ذلك يمكن أن يختلف بناءً على صفاته. بالنسبة لبعض الإناث، فإن الدافع لديهن يكمن في الرغبة في البقاء على الأغلب، ويفضلن شريكًا باستطاعته أن يدافع عنهن جسديًا، أو يغطي نفقاتها المالية (لدى البشر). تنجذب بعض الإناث إلى الحسن، باعتباره مؤشرًا على كونه محبًا مخلصًا وجيدًا والذي بدوره سيكون شريكًا يُعتمد عليه في تربية الأطفال. في مجمله، الجنس هو سلوك يسعى إلى المتعة لإشباع الاحتياجات الجسدية والنفسية ويوجَّه غريزيًا وفق مبادئ التطور.

### نظرية العامل الثنائي لهرزبرغ
تخلص نظرية العامل الثنائي لفريدريك هرزبرغ إلى أن وجود عوامل محددة في مكان العمل يؤدي إلى الرضا الوظيفي (المحفِّزات)، بينما تؤدي عوامل أخرى (عوامل النظافة) في حالة عدم وجودها إلى عدم الرضا، رغم أن وجودها لا يؤدي إلى الشعور بالرضا. يُستخدم الاسم عوامل النظافة لأن وجودها -مثل النظافة- لا يحسِّن الصحة، لكن غيابها يمكن أن يسبب تدهورًا صحيًا.
يمكن أن تتغير العوامل التي تحفّر البشر على مدى حياتهم. ادعى البعض أن العوامل المحفِّزة (المُرضية) هي: الإنجاز والاعتراف والعمل بحدّ ذاته والمسؤولية والتقدم والنمو. بعض عوامل النظافة (غير المُرضية) هي: سياسة الشركة والإشراف وظروف العمل والعلاقات بين الأفراد والراتب والمكانة والأمن الوظيفي والحياة الشخصية.

### نظرية إي آر جي لألدرفير
افترض ألدرفير، استنادًا إلى هرم الاحتياجات الإنسانية لماسلو، أن الاحتياجات التي حددها ماسلو تندرج ضمن ثلاث مجموعات من الاحتياجات الأساسية وهي: البقاء والارتباط والنمو، ومن هنا جاءت التسمية: نظرية إي آر جي. تُعنى مجموعة البقاء بتوفير متطلبات البقاء المادية الأساسية. وهي تشمل العناصر التي اعتبرها ماسلو الاحتياجات الفيزيولوجية واحتياجات السلامة. تشمل المجموعة الثانية من الاحتياجات تلك التي تتعلق بالارتباط -الرغبة التي لدينا للحفاظ على العلاقات الشخصية الهامة. تتطلب هذه الرغبات الاجتماعية التفاعل مع الآخرين لإشباعها، وتتماشى مع الاحتياجات الاجتماعية لماسلو والمكون الخارجي لتصنيف ماسلو للتقدير. أخيرًا، يعزل ألدرفير احتياجات النمو باعتبارها رغبة داخلية لتطور الشخصية. كل هذه الاحتياجات يجب أن تُلبّى بأكبر قدرٍ من الكمال باعتباره كائنًا بشريًا.

## خصائص الدوافع
1. قد يكون الدافع حالة بيولوجية كالجوع والعطش أو حالة سيكولوجية كالرغبة في التفوق
2. قد يكون حالة مؤقتة كالغضب أو حالة دائمة كحب الاستطلاع
3. قد يكون فطريا

## أبحاث الدوافع
أبحاث الدوافع (بالإنجليزية: Motivation research)‏ هي الأبحاث التي تسعى إلى معرفة كيفية اختيار المستهلكين للبضائع التي يُقبلون عليها. وهي كذلك الأبحاث التي تسعى إلى معرفة الأشياء التي يتعلّمها الناس من الإعلانات التجارية.

### الكيفية
يقوم هؤلاء الباحثون باستكشاف أحاسيس وآراء المستهلكين. ويستخدمون كذلك معلومات من علم النفس والاجتماع وغيرها من العلوم الاجتماعية الأخرى بهدف تفسير هذه الأحاسيس والآراء.ويسعون إلى لقاء الجمهور ومحاورتهم. وفي بعض الأوقات يخضعونهم لبعض الاختبارات التي يقوم بتحليلها الاختصاصيون النفسيون والاجتماعيون. وقد بين هذا النوع من الأبحاث أن الناس لا يقومون بالشراء بسبب السعر والجودة فحسب؛ بل يقومون أحياناً بشراء بعض الأشياء ذات التأثير على الآخرين، أو لكي يسايروا أفراد مجتمعاتهم. ويلجأ بعضهم إلى اشتراء بعض الأشياء تقليداً لأشخاص أعجبوهم.

### البحث عن الدافع والتخطيط الإعلامي
يقول خبير الإعلام والإعلان جلال الخوالدة: «البحث عن الدافع لدى المتلقي مهم في التخطيط الإعلامي، فهو يحدد بدقة المدى المتاح لإصابة الوسائل الإعلامية أهدافها لدى الفئات المستهدفة، وكذلك يفتح المجال لتحسين المزيج الإتصالي قبل اعتماده بشكله النهائي، باعتبار أن المزيج الإتصالي يتكون من: المرسل، قنوات الاتصال، الوسائل، الرسائل، الجماهير»

## أنواع الدوافع

### أولا: الدوافع الفطرية
وهي الدوافع التي تنتقل عن طريق الوراثة فلا يحتاج الإنسان إلى اكتسابها، ويشترك الإنسان وعدد من الحيوانات في هذه الدوافع
- الدوافع البيولوجية وهي الدوافع التي تهدف إلى المحافظة على بقاء الفرد كالجوع والعطش والنوم
- الدافع الجنسي يهدف إلى المحافظة على بقاء النوع، ويعتبر من أقوى الدوافع لدى الإنسان، والدافع الجنسي مشترك عند الإنسان والحيوان، ولكن عند الحيوان يتوقف على الهرمونات التي تفرزها الغدد الجنسية فقد أتضح أن ازالة المبيض عند اناث الحيوانات يزيل الاهتمام الجنسي لديها، أما عند الإنسان فقد وجد أن ازالة الغدد الجنسية قبل البلوغ يمنع ظهور الصفات الجنسية وفقدان الدافع الجنسي، ولكن ازالتها بعد البلوغ لا يؤثر في الدوافع الجنسية إلا قليلا

دافع الأمومة
ويعني العناية الصغار وحمايتهم واطعامهم، ولوحظ في الحيوانات ان هذا الدافع يعتمد على هرمون البرولاكتين prolactin الذي يفرزه الفص الأمامي للغدة النخامية في وقت الحضانة، فقد لوحظ أن الفأرة غير الحبلى لا تهتم بصغار الفئران ولكن حقنها بهذا الهرمون يثير عندها دافع الأمومة ويجعلها تهتم بصغار الفئران، أما في الإنسان فلا يخضع دافع الأمومة خضوعا مباشرا لهذا الهرمون بل أنه يتضمن عوامل أخرى نفسية وأجتماعية
دافع الهرب
دافع الأستطلاع

### ثانيا: الدوافع المكتسبة
1- الدوافع الاجتماعية العامة 
دافع المحاكاة
2- الدوافع الاجتماعية الحضارية
دافع السيطرة
دافع التملك والادخار
الاتجاهات والعواطف
الميول
العادة
مستوى الطموح
دافع العدوان